# 色南卡尼空县
16°03′05″N 104°41′04″E / 16.0513°N 104.68441°E
色南卡尼空县（發音：[sěː.nāːŋ.kʰá(ʔ).ní(ʔ).kʰōm]）是泰国依善地区安纳乍伦府的一个县，面积526平方千米。2008年人口40188。海拔161米。下分6个区、58个村。